# اولین طالع نحس
اولین طالع نحس (انگلیسی: The First Omen) یک فیلم فراطبیعی ترسناک آمریکایی محصول سال ۲۰۲۴ به کارگردانی آرکاشا استیونسون و نویسندگی استیونسون، تیم اسمیت و کیت توماس از داستانی نوشتهٔ بن جاکوبی است. این فیلم که پیش‌درآمدی بر فیلم طالع نحس (۱۹۷۶) است، ششمین فیلم از مجموعهٔ  طالع نحس به‌شمار می‌رود. این فیلم یک زن آمریکایی را دنبال می‌کند که برای کار در کلیسا به رم فرستاده می‌شود، اما توطئهٔ شومی که باعث به وجود آمدن ضدمسیح می‌شود را آشکار می‌کند. در این فیلم نل تایگر فری، توفیک برهوم، سونیا براگا، رالف اینسون، دورا رومانو و بیل نای ایفای نقش می‌کنند.
اولین طالع نحس در ۵ آوریل ۲۰۲۴ به‌وسیلهٔ استودیوهای قرن بیستم در ایالات متحده اکران شد. این فیلم نقدهای عموماً مثبتی از سوی منتقدان دریافت کرد.

## داستان
در رم، سال ۱۹۷۱، کشیش برنان، کشیش هریس را دربارهٔ یک توطئهٔ غیبی تحت فشار می‌گذارد؛ هریس عکسی از یک نوزاد با نام «شیانا» به او می‌دهد. هریس در پی افتادن یک لوله از داربست کلیسا کشته می‌شود و سرش می‌شکند.
در میان اعتراض‌های سیاسی، راهبهٔ تازه‌کار آمریکایی، مارگارت دِینو، به پرورشگاه ویزاردِلی وارد می‌شود. او با کاردینال لارنس، کشیش گابریل، رئیس صومعه سیلوا، خواهر آنجلیکا، و هم‌اتاقی‌اش، راهبهٔ تازه‌کار لوز، آشنا می‌شود. لوز مارگارت را به یک دیسکو می‌برد، جایی که با دو مرد ملاقات می‌کنند. مارگارت با مردی به نام پائولو می‌رقصد، اما سپس بیهوش می‌شود. روز بعد بیدار می‌شود بی‌آن‌که چیزی از شب گذشته به یاد داشته باشد.
مارگارت با کارلیتا، دختر یتیم و بدرفتاری‌دیده‌ای که دچار رؤیاهای ترسناک است، رابطه‌ای صمیمی برقرار می‌کند. کشیش برنان دربارهٔ کارلیتا هشدار می‌دهد و می‌گوید «اتفاقات شومی» خواهد افتاد. مارگارت کارلیتا را می‌بیند که نقاشی زنی باردار را که در حال مهار شدن است، به خواهر آنجلیکا نشان می‌دهد؛ دقایقی بعد، خواهر آنجلیکا خودش را به آتش می‌کشد و به دار می‌آویزد.
برنان توضیح می‌دهد که گروهی تندرو در کلیسا که از رشد دین‌گریزی هراسان‌اند، می‌کوشند با آوردن دجال به دنیا، ترس ایجاد کنند و مردم را به کلیسا بازگردانند؛ قرار است کارلیتا مادر او باشد. در یک اردوی آموزشی، شورشی به‌پا می‌شود و مارگارت دچار توهمی شیطانی می‌شود. رئیس صومعه، مراسم نذر مارگارت را به تعویق می‌اندازد و از او می‌خواهد از کارلیتا دوری کند. مارگارت بار دیگر پائولو را می‌بیند؛ او وحشت‌زده به مارگارت می‌گوید «علامت را جست‌وجو کن» و سپس کامیونی به او می‌زند و می‌کشدش.
در دفتر رئیس صومعه، مارگارت اتاقی زیرزمینی و پنهان را کشف می‌کند و به پوشه‌هایی برمی‌خورد که همگی برچسب «شیانا» دارند. در این پرونده‌ها عکس نوزادانی زشت‌زاده وجود دارد که همگی نشانی به شکل سه شش دارند؛ تنها کارلیتا تا نوجوانی زنده مانده است. مارگارت تلاش می‌کند با کارلیتا فرار کند، اما دستگیر می‌شود و پیش از زندانی شدن، علامت را بر روی کام کارلیتا می‌بیند.
کشیش گابریل مارگارت را آزاد می‌کند و با کشیش برنان پرونده‌های ربوده‌شده را بررسی می‌کنند و درمی‌یابند که نوزاد دیگری نیز زنده مانده است. مارگارت نشانه را بر روی پوست سر خود پیدا می‌کند و به‌یاد می‌آورد که در شب دیسکو، در مراسمی شیطانی به اجبار باردار شده است. آنان درمی‌یابند که سران پرورشگاه معتقدند شیطان باید با فرزند خود جفت‌گیری کند تا دجال به دنیا آید، و چون کارلیتا هنوز کم‌سال بود، مارگارت را به رم آورده‌اند. آنان به‌سوی پزشکی می‌روند تا جنین را سقط کند، اما خودرویی با آنان تصادف می‌کند و همه بی‌هوش می‌شوند جز مارگارت که از خودرو بیرون می‌آید، در حالی‌که بدنش ناگهان از بارداری متورم می‌شود.
او در بیمارستانی به تخت بسته شده بیدار می‌شود و کاردینال لارنس، رهبر توطئه، به او خوش‌آمد می‌گوید. کاردینال و دیگر همدستانش شاهد زایمان او به روش سزارین هستند: یک دختر و یک پسر؛ که پسر به‌عنوان دجال ستایش می‌شود. لوز و مردی که شب دیسکو همراه پائولو بود، از جمله توطئه‌گران‌اند. مارگارت کاردینال لارنس را با چاقو می‌زند، اما نمی‌تواند فرزندش را بکشد. لوز او را با چاقو می‌زند و توطئه‌گران همراه پسر فرار می‌کنند و اتاق را به آتش می‌کشند تا ردپا را از بین ببرند. کارلیتا مارگارت و دخترش را نجات می‌دهد؛ هنگام فرار، مارگارت کفتاری شیطانی را می‌بیند که در آتش زوزه می‌کشد. نوزاد پسر به یک دیپلمات آمریکایی به نام رابرت تورن سپرده می‌شود تا پنهانی جایگزین فرزندی شود که همسرش، کاترین، ظاهراً سقط کرده است.
سال‌ها بعد، مارگارت با کارلیتا و دخترش در کوه‌ها به‌صورت پنهانی زندگی می‌کند و خانواده‌ای خوشبخت را شکل داده‌اند. برنان به دیدارشان می‌آید و هشدار می‌دهد که توطئه‌گران در پی او هستند و پسرش اکنون «دیمین تورن» نام دارد.

## تولید
نل تایگر فری در اواخر اوت ۲۰۲۲ برای یک نقش نامعلوم انتخاب شد. در مصاحبه‌ای در ژانویه ۲۰۲۳ با هالیوود ریپورتر، نل تایگر فری گفت که فیلم‌برداری به پایان رسیده است.

## انتشار
این فیلم به‌صورت سینمایی توسط استودیوهای قرن بیستم در ۵ آوریل ۲۰۲۴ اکران شد.

## بازخورد

### گیشه
در ایالات متحده و کانادا، اولین طالع نحس در کنار مرد میمونی اکران شد و پیش‌بینی می‌شد که در آخر هفته افتتاحیهٔ آن، ۱۴ تا ۱۵ میلیون دلار فروش داشته باشد.